# Marie Bonnevial

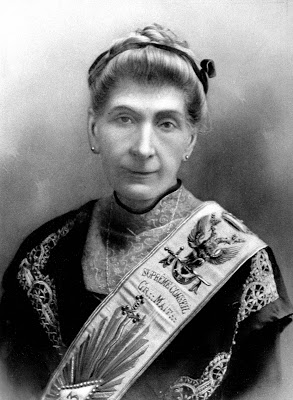
Marie Bonnevial ritratta con la fascia del 33º Grado del Rito Scozzese Antico e Accettato

Marie Bonnevial (Rive-de-Gier, 28 giugno 1841 – Parigi, 4 dicembre 1918) è stata un'insegnante e attivista francese, impegnata nelle prime forme di femminismo storico, nonché secondo Gran Maestro dell'Ordine Massonico Misto e Internazionale Le Droit Humain.

## Biografia

### Prima anni
Marie Bonnevial nacque a Rive-de-Gier, nella Loira, da una famiglia povera. Nonostante ciò riuscì a completare gli studi sotto il Secondo Impero (1852-1870) e lavorò come insegnante in una scuola di Lione. Durante la Guerra franco-prussiana (1870-71), servì come infermiera volontaria.
Nel 1871 si unì al movimento della Comune di Parigi. Si mobilitò per fondare una unione degli insegnanti. A motivo del supporto offerto ai comunardi e a coloro che erano stati condannati dopo la soppressione della Comune di Parigi (28 maggio 1871), il governo la allontanò dalla sua professione. Essa lasciò la Francia e raggiunse una sua zia in Turchia, dove insegnò il francese ai bambini della borghesia commerciale. Il 17 settembre 1872, Victor Hugo le scrisse una lettera di supporto, spronandola a continuare a combattere e informandola di quanti fossero le personalità che l’ammiravano. Nel 1877, essa tornò in Francia e fondò una scuola professionale nel 18º arrondissement di Parigi.

### Femminismo
Marie Bonnevial aderì a diversi gruppi che si interessavano di spiritualismo e letteratura. Fu anche una femminista, sindacalista e socialista. Divenne attivista della Ligue des droits des femmes (Lega dei Diritti della Donna), dove entrò in contatto con Maria Deraismes e Clémence Royer. Il 15 ottobre 1892 era apparso per la prima volta il settimanale L’Harmonie sociale, fondato da Aline Valette, segretaria della Fédération française des Sociétés Féministes. La testata recava la dicitura: “L’emancipazione delle donne è nell’emancipazione della classe operaia”. Scrissero contributi per il giornale, tra gli altri, Eliska Vincent, e Marya Chéliga-Loevy.
Il 3 novembre 1894, fu iniziata nella Loggia n.1 dell’Ordine Massonico Misto Internazionale “Le Droit Humain”. Nel 1895, lei stessa fondò a Lione la Loggia n.2 e, nel 1904, la Loggia n.4, che oggi porta il suo nome. Maria fu in contatto con molti altri massoni, come Gabriel Persigoud, a Bordeaux, col quale promosse una campagna per la fondazione di una Unione degli insegnanti. Nel 1893 fu eletta delegato nella segreteria nazionale della Fédération des Bourses du Travail (Federazione delle Camere del Lavoro). Nel 1900 fu la prima donna ammessa al Consiglio Superiore del Lavoro di Francia.
Parlando al Congresso dei Diritti delle Donne nel 1900, Marie Bonnevial disse che le donne erano vittime di una falsa educazione che le spingeva a ritenere una virtù il principio di rassegnazione, nemico di qualsiasi progresso. Insieme a Marie Guillot, Maria Vérone, Séverine e Aline Valette, fu tra coloro che promossero una campagna per il diritto al suffragio femminile, per la riforma del codice civile (che poneva le donne ad un ruolo subalterno) e per l’accesso delle donne ad ogni ambito di studi e ad ogni professione. Scrisse contributi per il quotidiano femminista La Fronde e, dall’inizio del XX secolo, fu una celebre femminista. Prese parte in modo attivo al Conseil national des femmes françaises (CNFF - Consiglio Nazionale delle Donne francesi) e alla Ligue française pour le droit des femmes (LFDF - Lega francese per i diritti delle donne). Nel 1913 fu presidente della Commissione permanente del Supremo Consiglio de Le Droit Humain.

### Gli anni della guerra e la morte
Marie Bonnevial divenne infermiera volontaria durante la prima guerra mondiale. Quando Marie-Georges Martin morì, fu suo successore in qualità di Gran Maestro dell’Ordine Massonico Misto Internazionale: “Le Droit Humain”: guidò l’Ordine dal 1916 al 1918.
Il 4 dicembre 1918 fu investita da un’ambulanza militare e morì in ospedale all’età di 77 anni.
Un giornalista di Lione, nel 1902, disse di lei: “Per il suo candore e l’integrità dei suoi attacchi, spesso violenti ma mai aspri, essa fa onore alla sua professione e occupa una posizione preminente”.